# Campeonato Mundial de Piragüismo en Aguas Tranquilas de 1985
El XIX Campeonato Mundial de Piragüismo en Aguas Tranquilas se celebró en Malinas (Bélgica) en el año 1985 bajo la organización de la Federación Internacional de Piragüismo (ICF) y la Real Federación Belga de Piragüismo.
Las competiciones se realizaron en el canal de piragüismo ubicado en el lago Hazewinkel, al noroeste de la ciudad flamenca.

## Medallistas

### Masculino
| Evento      | Oro                                                                                    | Plata                                                                       | Bronce                                                                           |
| ----------- | -------------------------------------------------------------------------------------- | --------------------------------------------------------------------------- | -------------------------------------------------------------------------------- |
| K1 500 m    | Andreas Stähle RDA                                                                     | Oliver Seack RFA                                                            | Bernard Brégeon Francia                                                          |
| K2 500 m    | Ian Ferguson Paul MacDonald Nueva Zelanda                                              | Guido Behling Hans-Jörg Bliesener RDA                                       | Viktor Pusev Serguei Superata URSS                                               |
| K4 500 m    | André Wohllebe Frank Fischer Peter Hempel Heiko Zinke RDA                              | Alexandr Belov Igor Gaidamaka Viktor Denisov Alexandr Vodovatov URSS        | Karl-Axel Sundqvist · Per-Inge Bengtsson · Lars-Erik Moberg · Per Lundh · Suecia |
| K1 1000 m   | Ferenc Csipes · Hungría                                                                | Heiko Zinke RDA                                                             | Karl-Axel Sundqvist · Suecia                                                     |
| K2 1000 m   | Pascal Boucherit Philippe Boccara Francia                                              | Viktor Pusev Serguei Superata URSS                                          | Don Brien · Colin Shaw · Canadá                                                  |
| K4 1000 m   | Karl-Axel Sundqvist · Per-Inge Bengtsson · Lars-Erik Moberg · Bengt Andersson · Suecia | Alexandr Myzguin Igor Gaidamaka Artūras Vieta Alexandr Vodovatov URSS       | Guido Behling Hans-Jörg Bliesener Peter Hempel Andreas Stähle RDA                |
| K1 10 000 m | Greg Barton Estados Unidos                                                             | László Nieberl · Hungría                                                    | Grant Bramwell Nueva Zelanda                                                     |
| K2 10 000 m | Mikael Berger · Conny Edholm · Suecia                                                  | István Szabó · István Tóth · Hungría                                        | Francesco Uberti · Daniele Scarpa · Italia                                       |
| K4 10 000 m | Zoltán Böjti · Tibor Helyi · Zoltán Kovács · Kálmán Petrovics · Hungría                | Tommy Karls · Bengt Andersson · Peter Ekström · Torbjörn Thoresson · Suecia | Brian Kragh Thor Nielsen Lars Koch Henrik Christiansen Dinamarca                 |
| C1 500 m    | Olaf Heukrodt RDA                                                                      | Anatoli Volkov URSS                                                         | Aurel Macarencu Rumania                                                          |
| C2 500 m    | János Sarusi Kis · István Vaskuti · Hungría                                            | Marek Łbik · Marek Dopierała · Polonia                                      | Ulrich Papke Uwe Madeja RDA                                                      |
| C1 1000 m   | Ivan Klementiev URSS                                                                   | Ulrich Eicke RDA                                                            | Aurel Macarencu Rumania                                                          |
| C2 1000 m   | Olaf Heukrodt Alexander Schuck RDA                                                     | Matija Ljubek Mirko Nišović Yugoslavia                                      | Marek Łbik · Marek Dopierała · Polonia                                           |
| C1 10 000 m | Jiří Vrdlovec Checoslovaquia                                                           | Tajir Kamaletdinov URSS                                                     | Attila Lipták · Hungría                                                          |
| C2 10 000 m | Matija Ljubek Mirko Nišović Yugoslavia                                                 | Andrew Train Stephen Train Reino Unido                                      | Matei Kalpakov Todor Kalpakov Bulgaria                                           |

### Femenino
| Evento   | Oro                                                       | Plata                                                                      | Bronce                                                           |
| -------- | --------------------------------------------------------- | -------------------------------------------------------------------------- | ---------------------------------------------------------------- |
| K1 500 m | Birgit Fischer RDA                                        | Nelli Yefremova URSS                                                       | Agneta Andersson · Suecia                                        |
| K2 500 m | Birgit Fischer Carsta Kühn RDA                            | Éva Rakusz · Rita Kőbán · Hungría                                          | Annemiek Derckx · Annemarie Cox · Países Bajos                   |
| K4 500 m | Birgit Fischer Carsta Kühn Heike Singer Kathrin Giese RDA | Yelena Dudina Nelli Yefremova Irina Salomykova Gulnora Sharafutdinova URSS | Éva Rakusz · Rita Kőbán · Katalin Gyulay · Erika Géczi · Hungría |

## Medallero
| Núm. | País           | Oro | Plata | Bronce | Total |
| ---- | -------------- | --- | ----- | ------ | ----- |
| 1    | RDA            | 7   | 3     | 2      | 12    |
| 2    | Hungría        | 3   | 3     | 2      | 8     |
| 3    | Suecia         | 2   | 1     | 3      | 6     |
| 4    | URSS           | 1   | 7     | 1      | 9     |
| 5    | Yugoslavia     | 1   | 1     | 0      | 2     |
| 6    | Francia        | 1   | 0     | 1      | 2     |
| 6    | Nueva Zelanda  | 1   | 0     | 1      | 2     |
| 8    | Checoslovaquia | 1   | 0     | 0      | 1     |
| 8    | Estados Unidos | 1   | 0     | 0      | 1     |
| 10   | Polonia        | 0   | 1     | 1      | 2     |
| 11   | RFA            | 0   | 1     | 0      | 1     |
| 11   | Reino Unido    | 0   | 1     | 0      | 1     |
| 13   | Rumania        | 0   | 0     | 2      | 2     |
| 14   | Bulgaria       | 0   | 0     | 1      | 1     |
| 14   | Canadá         | 0   | 0     | 1      | 1     |
| 14   | Dinamarca      | 0   | 0     | 1      | 1     |
| 14   | Italia         | 0   | 0     | 1      | 1     |
| 14   | Países Bajos   | 0   | 0     | 1      | 1     |
|      | TOTAL          | 18  | 18    | 18     | 54    |